# Murray Guggenheim

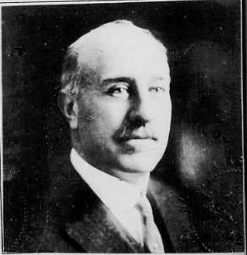
Murray Guggenheim (1922) – US-amerikanischer Industrieller und Philanthrop

Murray Guggenheim (auch Murry oder Morris Guggenheim; geboren am 12. August 1858 in Philadelphia; gestorben am 15. November 1939 in Palm Beach, Florida) war ein US-amerikanischer Industrieller und Philanthrop.
Seine philanthropischen Hauptinteressen – gemeinsam mit seiner Frau Leonie – galten dem Botanischen Garten, der Kinderwohlfahrt und der Zahnpflege in New York.
Murray Guggenheim war der drittgeborene Sohn Meyer Guggenheims.